# Ice Gate Glacier
Der Ice Gate Glacier (englisch für Eistorgletscher) ist ein schmaler Hanggletscher an der Danco-Küste im Westen des Grahamlands auf der Antarktischen Halbinsel. Er fließt zwischen Felsspornen am Westhang des Dallmeyer Peak zum Astudillo-Gletscher.
Wissenschaftler einer polnischen Antarktisexpedition nahmen 1999 die 2003 vom UK Antarctic Place-Names Committee anerkannte Benennung vor.